# Bombardement du consulat iranien de Damas
Cet article concerne le bombardement du consulat iranien de Damas. Pour la guerre subséquente, voir Conflit Iran-Israël de 2024.
Guerre civile syrienne
Batailles
Confrontations israélo-syriennes pendant la guerre civile syrienne
- Tiyas (10 février 2018)
- Tiyas (9 avril 2018)
- Lattaquié (17 septembre 2018)
- Deir ez-Zor (13 janvier 2021)
- Consulat iranien de Damas (1er avril 2024)

Le bombardement du consulat iranien de Damas survient le 1er avril 2024 lorsqu'Israël bombarde un bâtiment annexe de ce consulat, adjacent à l'ambassade iranienne, à Damas, en Syrie. Au moins seize personnes sont tuées dont le commandant en chef de la force Al-Qods du Corps des gardiens de la révolution islamique, le général de brigade Mohammad Reza Zahedi, impliqué dans l'attaque du Hamas d'octobre 2023.

## Contexte
Depuis 2013, l'Iran maintient une présence militaire en Syrie en réponse à la guerre civile syrienne, la Syrie étant un allié crucial de l'Iran. En outre, il participe à la formation et au financement des forces paramilitaires du Hezbollah, ainsi que des milices étrangères venues d'Irak et d'Afghanistan, non seulement en Syrie mais aussi au Liban voisin. Depuis le déclenchement de la guerre civile syrienne en 2011, Israël mène des centaines de frappes aériennes visant les installations du Hezbollah dans le pays.
Le 7 octobre 2023, l'attaque du Hamas contre Israël de 2023 puis la guerre à Gaza depuis 2023 réactivent la conflictualité. Le 19 février 2023, une frappe aérienne, soupçonnée d'être menée par l'armée de l'air israélienne, vise des sites du gouvernorat de Damas, dont un immeuble résidentiel. Cinq morts et quinze blessés sont signalés, certains des blessés étant dans un état grave. La frappe de février 2023 a lieu dans la même zone où le commandant en chef du Hezbollah, Imad Moughniyah, est assassiné en 2008.

## Pertes
Selon l'OSDH, la frappe fait au moins seize morts, dont sept officiers et un membre du Corps des gardiens de la révolution islamique, un membre du Hezbollah et cinq combattants de la « Résistance syrienne pour la libération du Golan », un groupe syrien pro-Iran,.
Dans un communiqué, le Corps des gardiens de la révolution islamique confirme la mort de sept de ses membres, dont deux hauts commandants de la Force Al-Qods : Mohammad Reza Zahedi et Mohammad Hadi Haji Rahimi. Selon l'OSDH, Zahedi était le commandant de la force Qods pour la Syrie, le Liban et la Palestine. Lors de l'enterrement de Mohammad Reza Zahedi, le conseil de la coalition des forces de la révolution islamique révèle que celui-ci a joué un « rôle crucial » dans la préparation et la mise en œuvre de l'attaque du Hamas d'octobre 2023, qui avait causé la mort d'environ 1 200 israéliens,.
Les cinq autres responsables iraniens tués sont Hossein Aman Elahi, Sayid Mehdi Jalalati, Ali Agha Babaei, Sayid Ali Salehi Roozbahani et Mohsen Sedaghat.

## Réaction des autorités iraniennes

Condamnation.

En réponse à cette attaque sur son consulat, le 13 et 14 avril 2024 l'Iran déclenche l'opération Promesse honnête en envoyant plusieurs centaines de drones Shahed 136 ainsi que des missiles en direction d'Israël. Cette offensive causera des dégâts mineurs sur une base de Tsahal, la majorité des projectiles étant arrêtés.